# Riddles, Ruins & Revelations
Riddles, Ruins & Revelations è il decimo album in studio del gruppo musicale norvegese Sirenia, pubblicato nel 2021.

## Tracce
Testi e musiche di Morten Veland, eccetto dove indicato.
1. Addiction No. 1 – 4:03
2. Towards an Early Grave – 5:27
3. Into Infinity – 4:41
4. Passing Seasons – 4:43
5. We Come to Ruins – 5:12
6. Downwards Spiral – 5:55
7. Beneath the Midnight Sun – 4:43
8. The Timeless Waning – 4:04
9. December Snow – 5:20
10. This Curse of Mine – 4:18
11. Voyage Voyage (bonus track; Desireless cover) – 4:18 (Jean-Michel Rivat, Dominique Dubois)

## Formazione
Sirenia
- Morten Veland – voce, chitarra, basso, tastiera, programmazioni
- Emmanuelle Zoldan – voce
- Nils Courbaron – chitarra
- Michael Brush – batteria

Altri musicisti
- Joakim Næss – voce in Downwards Spiral